# 腺毛菊苣
腺毛菊苣（学名：Cichorium glandulosum）是菊科菊苣属的植物。分布在土耳其、高加索以及中国大陆的新疆等地，见于平原绿洲，目前已由人工引种栽培。